# Cerapachys faurei
Cerapachys faurei é uma espécie de formiga do gênero Cerapachys.